# شهربانی
شهربانی ایران که در گذشته به آن نظمیه می‌گفتند نهادی نظامی بود که وظیفه آن حفظ امنیت شهر و استقرار نظم، اجرای قانون و تعقیب بزهکاران بود و عملکرد آن، توسط وزارت کشور نظارت می‌شد. شهربانی در سال ۱۲۸۵ تأسیس شد و در سال ۱۳۷۰ با ژاندارمری و کمیته انقلاب اسلامی ادغام گردید و با ادغام این ۳ سازمان، نیروی انتظامی تأسیس شد.

## رؤسای نظمیه و شهربانی

### دوران قاجار
وزارت پلیس و احتساب (در آغاز «رئیس ادارهٔ پلیس دارالخلافه و احتسابیه»)
- امیرتومان کنت آنتوان دومونت فُرت (نظم‌الملک) (۱۲۹۵–۱۳۰۹ ه‍.ق)
- سید عبدالله خان انتظام‌السلطنه (جمادی‌الاول ۱۳۰۹–اواسط ذیحجهٔ ۱۳۰۹ ه‍.ق)
- میرزا ابوتراب خان خواجه‌نوری (نظم‌الدوله) (؟۱۳۰۹–؟ ه‍.ق)
- عبدالحسین میرزا فرمانفرما (ربیع‌الاول ۱۳۱۴–ربیع‌الثانی ۱۳۱۴ ه‍.ق)
- عباسقلی خان سهم‌الملک (ربیع‌الثانی ۱۳۱۴–؟ ه‍.ق)
- میرزا نصرالله خان زنبورکچی‌باشی (جمادی‌الثانی ۱۳۱۴–؟ ه‍.ق)

وزارت نظمیه و احتسابیه
- محمدابراهیم خان معاون‌الدوله (رمضان ۱۳۱۴–رجب ۱۳۱۵ ه‍.ق)
- محمدکریم خان منظم‌السلطنه (کریم آقا، در ذیقعدهٔ ۱۳۱۵ مختارالسلطنه لقب گرفت) (رجب ۱۳۱۵–؟ ه‍.ق)

وزارت پلیس و احتساب طهران
- محمدکریم خان مختارالسلطنه (نیرالسلطنه، منظم‌السلطنه، سردار منصور) (۱۳۱۵–۸ ذیحجهٔ ۱۳۱۷ ه‍.ق)
- عبدالحسین خان سالارالملک گروسی (سردار سالارالملک گروسی) (۸ ذیحجهٔ ۱۳۱۷–؟ ه‍.ق)
- میرزا اسماعیل خان (پسر آصف‌الدولهٔ قاجار) (صفر ۱۳۱۸–عشر سوم شوال ۱۳۱۸ ه‍. ق[پانویس ۱])

وزارت نظمیه و پلیس شهر دارالخلافهٔ طهران
- محمدعلی سردار افخم (آقابالاخان، معین نظام، وکیل‌الدوله) (؟ – عشر دوم ذیحجهٔ ۱۳۲۱ ه‍.ق)
- فتح‌الله سعیدالسلطنه تبریزی (ذیحجهٔ ۱۳۲۱–۱۳۲۴ ه‍.ق)
- ؟فتح‌الله سعیدالسلطنه تبریزی (؟۱۳۲۵–؟ ه‍.ق)
- اجلال‌السلطنه[پانویس ۲] (پیرامون رجب ۱۳۲۵ ه‍.ق)
- اعظم‌السلطنه (سردار منتظم) (؟ –اواخر ۱۳۲۵ ه‍.ق)
- رضا بالا خان معتضد دیوان[پانویس ۳] (۲۸ ذیقعدهٔ ۱۳۲۵–؟ ه‍.ق)
- ؟عبدالحسین خان سالارالملک گروسی (سردار سالارالملک گروسی)
- ؟محمدعلی سردار افخم (آقابالاخان، معین نظام، وکیل‌الدوله)
- یپرم خان ارمنی (۲ رجب ۱۳۲۷ ه‍.ق [۲۹ تیر ۱۲۸۸ ه‍.خ]–۲۹ اردیبهشت ۱۲۹۱ ه‍.خ)
- ؟ سهراب خان
- مظفر اعلم (سالار مظفر، سردار انتصار)
- صولت نظام (سردار شوکت)[پانویس ۴]
- قاسم پوروالی (قاسم والی یا سردار همایون)
- کلنل یوهان کارل گوستاف وستداهل (وستاهل) (Johan Carl Gustaf Westdahl) (۱۲۹۲–‫۱۰ دی ۱۳۰۲‬)
- امیرلشکر محمود انصاری (امیر اقتدار) (برای دو هفته)

### دوران پهلوی
در راستای تقویت هر چه بیشتر شهربانی، رضاخان پس از رسیدن به منصب ریاست‌الوزرایی، در اولین قدم و به رغم تمام مخالفت‌ها، نظمیه (شهربانی) را که تا آن هنگام زیرنظر وزارت داخله انجام وظیفه می‌کرد، تحت کنترل وزارت جنگ قرار داد؛ وزارتخانه‌ای که خود از همان اوایل کودتای ۱۲۹۹ در رأس آن قرار گرفته بود و این سمت را تا زمان رسیدن به مقام سلطنت حفظ کرد.

#### رؤسای شهربانی در دوره رضاشاه
- سرهنگ محمد درگاهی (دی ۱۳۰۲ تا ۱۳ آذر ۱۳۰۸)
- سرتیپ محمدصادق کوپال (۱۳ آذر ۱۳۰۸–آذر ۱۳۰۹)
- سرتیپ فضل‌الله زاهدی (۱۳۰۹–۱۳۱۰)
- سرلشکر محمدحسین آیرم (۱۳۱۰ تا فروردین ۱۳۱۵)
- سرپاس رکن‌الدین مختاری (فروردین ۱۳۱۵ تا شهریور ۱۳۲۰)

#### رؤسای شهربانی در دورهٔ محمدرضاشاه

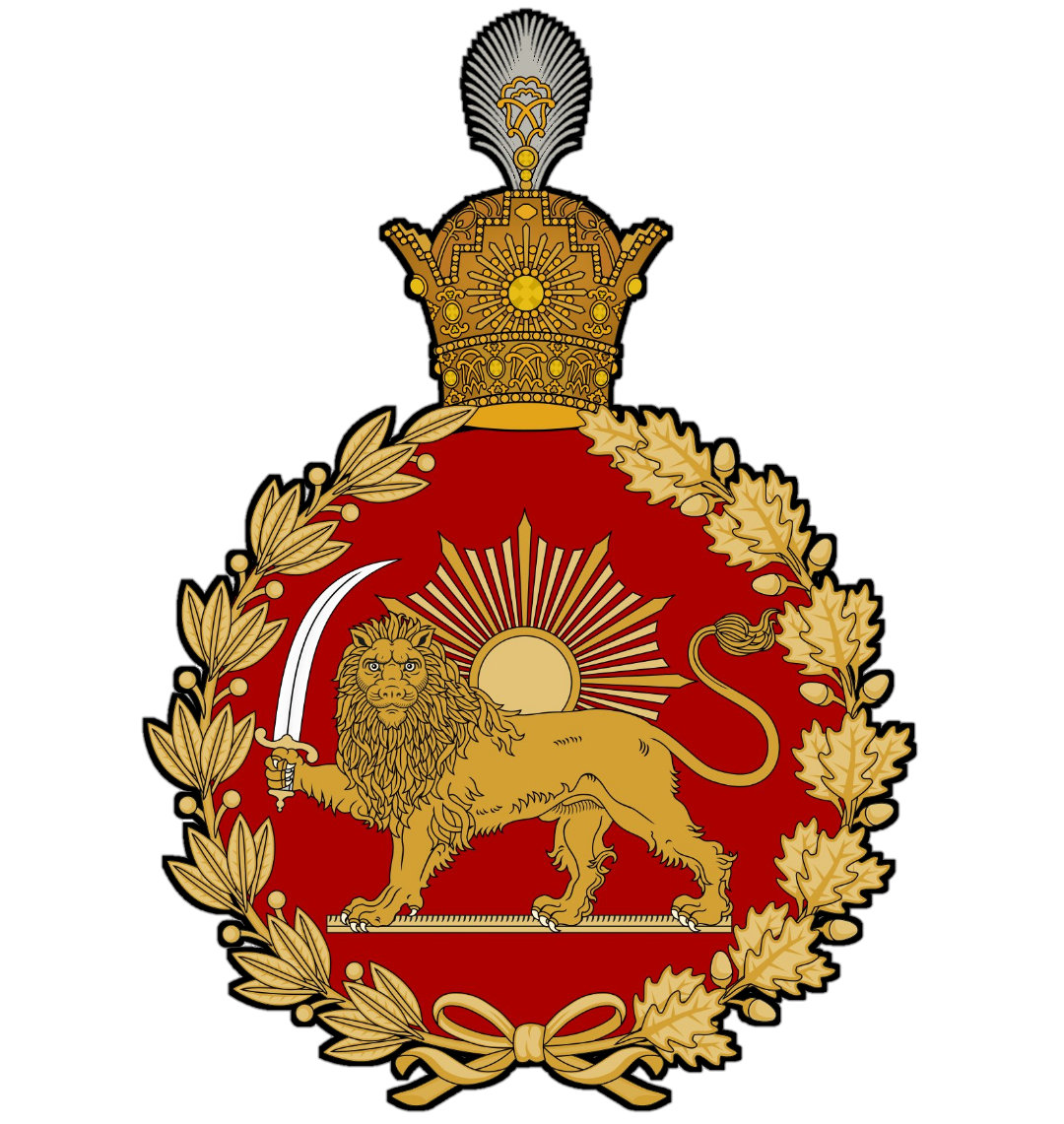
نشان شهربانی شاهنشاهی در دوران پهلوی

- سرتیپ یحیی رادسر (ادیب‌السلطنه)[پانویس ۵] (۶ مهر ۱۳۲۰–۱۷ آذر ۱۳۲۱)
- سرتیپ عبدالعلی اعتمادمقدم (۱۷ آذر ۱۳۲۱–۲۶ بهمن ۱۳۲۲)
- سرتیپ محمدحسین جهانبانی (۲۶ بهمن ۱۳۲۲–۳۰ فروردین ۱۳۲۳)
- سرتیپ عبدالله سیف (۳۰ فروردین ۱۳۲۳–۱۴ فروردین ۱۳۲۴)
- سرتیپ محمود خسروپناه (۱۴ فروردین ۱۳۲۴–۱۴ فروردین ۱۳۲۵)
- سرتیپ ابراهیم ضرابی (۱۴ فروردین ۱۳۲۵–۶ بهمن ۱۳۲۵)
- سرتیپ محمدعلی صفاری (۶ بهمن ۱۳۲۵–۲۷ بهمن ۱۳۲۶)
- سرلشکر ابراهیم ضرابی (۲۷ بهمن ۱۳۲۶–۱۱ شهریور ۱۳۲۷)
- سرتیپ محمدعلی صفاری (۱۱ شهریور ۱۳۲۷–۲۲ آبان ۱۳۲۸)
- سرلشکر فضل‌الله زاهدی (۲۲ آبان ۱۳۲۸–۱ خرداد ۱۳۲۹)
- سید مهدی فرخ (۱ خرداد ۱۳۲۹–۵ تیر ۱۳۲۹)
- سرتیپ محمد دفتری (۵ تیر ۱۳۲۹–۲۹ اسفند ۱۳۲۹)
- سرتیپ عبدالحسین حجازی (۲۹ اسفند ۱۳۲۹–۲۵ اردیبهشت ۱۳۳۰)
- سرلشکر فضل‌الله زاهدی (وزیر کشور و رئیس شهربانی) (۲۵ اردیبهشت ۱۳۳۰–۱۹ تیر ۱۳۳۰)
- سرتیپ حسن بقایی (۱۹ تیر ۱۳۳۰–۲۷ تیر ۱۳۳۰)
- سرلشکر منصور مزین[پانویس ۶] (۲۷ تیر ۱۳۳۰–۹ آذر ۱۳۳۰)
- شمس‌الدین امیرعلایی (وزیر کشور و رئیس شهربانی) (۹ آذر ۱۳۳۰–۹ آذر ۱۳۳۰)
- محمدابراهیم امیرتیمور کلالی (وزیر کشور و رئیس شهربانی) (۹ آذر ۱۳۳۰–۲۷ آذر ۱۳۳۰)
- سرلشکر محمدصادق کوپال مجدی (۲۷ آذر ۱۳۳۰–۳۰ امرداد ۱۳۳۱)
- سپهبد عزیزالله کمال (۱ شهریور ۱۳۳۱–۳۰ بهمن ۱۳۳۱)
- سرتیپ محمدکاظم صالح شیبانی (۳۰ بهمن ۱۳۳۱–۳۰ بهمن ۱۳۳۱)
- سرتیپ محمود افشارطوس (۳۰ بهمن ۱۳۳۱–اردیبهشت ۱۳۳۲)
- سرتیپ نصرالله مدبر (۴ اردیبهشت ۱۳۳۲–۲۴ امرداد ۱۳۳۲)
- سرلشکر محمدرضا شاهنده (۲۴ امرداد ۱۳۳۲–۲۸ امرداد ۱۳۳۲)
- سرتیپ محمد دفتری (۲۸ امرداد ۱۳۳۲–شهریور ۱۳۳۲)
- سرلشکر مهدیقلی علوی مقدم (شهریور ۱۳۳۲–شهریور ۱۳۳۹)
- سرتیپ ناصر امیرانصاری (شهریور ۱۳۳۹–آبان ۱۳۳۹)
- سپهبد نعمت‌الله نصیری (آذر ۱۳۳۹–بهمن ۱۳۴۳)
- سپهبد محسن مُبَصِّر (بهمن ۱۳۴۳–دی ۱۳۴۹)
- سپهبد جعفرقلی صدری (دی ۱۳۴۹–امرداد ۱۳۵۲)
- سپهبد صمد صمدیان‌پور (امرداد ۱۳۵۲–۱۳۵۷)
- سپهبد مهدی رحیمی (۱۳۵۷–۲۲ بهمن ۱۳۵۷)

### پس از انقلاب
- سپهبد محمدعلی نوروزی (سرپرست از ۲۲ بهمن ۱۳۵۷ تا ۲۸ بهمن ۱۳۵۷)
- سرتیپ ناصر مجللی (از ۲۸ بهمن ۱۳۵۷ تا خرداد ۱۳۵۸)
- سرتیپ سید مصطفی مصطفایی (از ۲۹ خرداد ۱۳۵۸ تا بهمن ۱۳۵۸)
- سید مصطفی میرسلیم (سرپرست از ۲۸ بهمن ۱۳۵۸ تا اسفند ۱۳۵۹)
- سرتیپ هوشنگ وحید دستگردی (از ۱۴ اسفند ۱۳۵۹ تا ۱۴ شهریور ۱۳۶۰)
- سرتیپ سید ابراهیم حجازی (سرپرست از ۱۸ شهریور ۱۳۶۰ تا دی ۱۳۶۱)
- سرهنگ جلیل صمیمی (از ۲۳ دی ۱۳۶۱ تا تیر ۱۳۶۶)
- سرتیپ سید رضا نیک‌نژاد (از ۱۳۶۶ تا ۹ تیر ۱۳۶۹)
- سرتیپ دوم سید امان‌الله مرتضوی (۹ تیر ۱۳۶۹ تا ۱۲ فروردین ۱۳۷۰)